# Prepseudatrichia canuta
Prepseudatrichia canuta är en tvåvingeart som först beskrevs av Kelsey 1976.  Prepseudatrichia canuta ingår i släktet Prepseudatrichia och familjen fönsterflugor.
Artens utbredningsområde är Namibia. Inga underarter finns listade i Catalogue of Life.